# Masters de París 1976
El Abierto de París 1976 fue un torneo de tenis jugado sobre moqueta. Fue la edición número 8 de este torneo. Se celebró entre el 25 y el ¿? de noviembre de 1976. 

## Campeones

### Individuales masculinos
Eddie Dibbs vence a  Jaime Fillol 5–7, 6–4, 6–4, 7–6.

### Dobles masculinos
Tom Okker /  Marty Riessen vencen a  Fred McNair /  Sherwood Stewart,  6–2, 6–2.
| Predecesor: París 1975 | Masters de París 1976 | Sucesor: París 1977 |